# Fresenius ProServe
 Fresenius ProServe GmbH, ein Tochterunternehmen der Fresenius SE & Co. KGaA, ging zum 1. Januar 2008 in den neuen Unternehmensbereichen Fresenius Helios und Fresenius Vamed auf. Das Leistungsspektrum von Fresenius ProServe umfasste Krankenhausträgerschaft, Planung, Errichtung und technische Betriebsführung von Krankenhäusern und Gesundheitseinrichtungen sowie von pharmazeutischen und medizintechnischen Produktionsanlagen.
Zu Fresenius ProServe zählten die Gesellschaften:
- hospitalia international (heute Fresenius Vamed)
- Helios Kliniken (heute Fresenius Helios)
- Vamed (heute Fresenius Vamed)

Durch den Erwerb der Helios Kliniken Ende 2005 wurde Fresenius ProServe zu einem der führenden privaten Krankenhausbetreiber in Deutschland (heute: Fresenius Helios).
Am 19. Dezember 2006 wurde ein Vertrag mit der Firma NNE über den Verkauf des Tochterunternehmens Pharmaplan abgeschlossen. NNE ist zu 100 % eine Tochter der Novo Nordisk. Die Firma Pharmatec, Tochter der Pharmaplan, verblieb zunächst in Händen des Fresenius-Konzerns, wurde aber zum 1. Mai 2007 an die Robert Bosch GmbH verkauft.